# Sint-Pauluskerk (Filsum)
De protestantse Sint-Pauluskerk is een eenschepige zaalkerk in het Oost-Friese Filsum. De gotische kerk heeft als schutspatroon de apostel Paulus.

## Geschiedenis
Waarschijnlijk ging aan de huidige kerk een houten voorganger vooraf.  Onbekend is wanneer men in Filsum met de bouw van een stenen kerk begon. Vermoed wordt dat rond het midden van de 13e eeuw werd begonnen met de bouw van een zaalkerk met een halfronde apsis op een lichte verhoging in het dorpscentrum. Omstreeks 1500 bouwde men een kleine ruimte voor het altaar aan en rond 1650 werd de apsis door een polygonaal koor met smalle hoge ramen vervangen. De ramen van het kerkschip werden naderhand vergroot. Ook de ramen in het koor werden later nog eens veranderd.

## Beschrijving
De Pauluskerk is een eenschepige zaalkerk waarvan de apsis verloren ging. Het gebouw heeft een lengte van 25 meter en is 7,30 meter breed. Het koor heeft een overwelving en is zevenhoekig. Aan de westelijke kant bevindt zich het portaal met drie deuren; boven de middelste deur zijn meerdere namen en het jaartal 1787 aangebracht. De enige decoratie aan de muren van het kerkschip betreft het fries. In de zuidelijke muur bevindt zich een dichtgemetseld portaal. De drie ramen werden hier vergroot en een vierde werd toegevoegd.
Het koor wordt door een rondboog van het kerkschip gescheiden en buigt ten opzichte van het kerkschip iets naar links. Vermoed wordt dat de rechte lijn opzettelijk werd doorbroken om zo het kerkschip als het lichaam van de gekruisigde Jezus en het koor als Zijn gebogen hoofd te symboliseren. Het koor had ten tijde van de bouw vijf ramen, twee hiervan werden versmald en deels dichtgemetseld en het noordelijke werd helemaal gesloten. Een balk in het koor draagt het jaartal 1597.
Het kerkschip wordt naar boven toe afgesloten met een rondboogvormig houten plafond. Het werd in 1976 vernieuwd en door de kerkenschilder Oetgen uit Delenhorst geschilderd.
Zoals op veel plaatsten in Oost-Friesland werd ook in Filsum de 13e-eeuwse klokkenstoel vanwege de te drassige ondergrond vrijstaand gebouwd.

## Inrichting
Het altaar betreft mogelijk een uit Nederland afkomstig laatgotisch vleugelaltaar uit de 2e helft van de 15e eeuw. Het middendeel droeg waarschijnlijk een afbeelding van de Heilige Maagd. Het werd tijdens de reformatie vernield en door een voorstelling van Het Laatste Avondmaal vervangen. Aan de binnenkant van de vleugels zijn twee grote middeleeuwse reliëfs aangebracht: de rechtervleugel toont de aanbidding van het Kind Jezus door Maria en de engel, het linker reliëf de aanbidding van Jezus door de drie heilige koningen. Na het midden van de 17e eeuw werden de schrijn en predella opnieuw beschilderd. Op de predella staan sindsdien de vier evangelisten afgebeeld.
De kansel uit 1660 is versierd met de reliëfs van de vier evangelisten en werd in Leer gemaakt. De reliëfs van de evangelisten worden telkens met bustes van de apostelen op taps toelopende zuiltjes afgewisseld.
De kerkbanken werden in 1687 geplaatst, de herenbank stamt uit de 18e eeuw. Het liturgisch vaatwerk bestaat uit een eenvoudige kelk met pateen uit 1815 van de goudsmit C. Hartmann uit Leer en kannen uit 1895 en 1915. Het houten pokaalvormige doopvont dateert uit ca. 1700. De deksel is rijk versierd met vruchtguirlandes en acanthusbladeren.
De beide kroonluchters werden in 1707 en 1770 geschonken.

## Orgel
De kerk kreeg pas laat een orgel. Rond 1800 werd de westelijke galerij gebouwd. Op deze galerij werd, ondanks verzet van een aantal kerkleden, een orgel van Folkert Becker uit Hannover ingebouwd. Dit instrument werd in 1961 door nieuwbouw van Alfred Führer uit Wilhelmshaven vervangen. Ook de orgelkas werd toen vernieuwd.